# Самаркандська область
Самарка́ндська область (вілоят, узб. Samarqand viloyati) — регіон в центральній частині Узбекистану. Адміністративний центр - місто Самарканд.

## Географія
Область розташована в центральній частині Узбекистану, в басейні  річки Зарафшан. Площа території — 16 400 км².

### Печери
- Кутова печера
- КТ-58 (печера)
- КТ-40 (печера)
- КТ-7 (печера)
- КТ-3 (печера)
- Печера 50 років комсомолу Узбекистану
- Кульська печера
- Олімпійська печера (Узбекистан)

## Клімат
Клімат континентальний, посушливий. Зима на рівнинах м'яка (середня температура січня на півночі становить -2 °С, на півдні 0 °С, у горах -4,8 °С, середня температура липня в середньому становить +24-28 °С. Випадає 100-200 мм опадів на заході, в горах місцями понад 800 мм.

## Населення
Населення 3032000 чоловік.
Статистика по роках :
- 1991 — 2228,5
- 1992 — 2284,8
- 1993 — 2341,3
- 1994 — 2395,9
- 1995 — 2451,5
- 1996 — 2507,4
- 1997 — 2560,8
- 1998 — 2607,0
- 1999 — 2648,8
- 2000 — 2690,2
- 2001 — 2729,9
- 2002 — 2769,5
- 2003 — 2807,6
- 2004 — 2846,6
- 2005 — 2887,4
- 2006 — 2931,5
- 2007 — 2979,4
- 2008 — 3032,5

## Адміністративний поділ
Область розділена на 14 адміністративних районів (туманів):
- Акдар'їнський
- Булунгурський
- Джамбайський
- Іштиханський
- Каттакурганський
- Кошрабатський
- Нарпайський
- Нурабадський
- Пайарицький
- Пастдаргомський
- Пахтачійський
- Самаркандський
- Тайлацький
- Ургутський

і 2 міста обласного підпорядкування:
- Самарканд
- Каттакурган

## Транспорт
- Протяжність залізниць - 400 км.
- Протяжність автомобільних доріг - 4100 км.
- У Самарканді діє міжнародний аеропорт.

## Керівництво Самаркандської області

### Голови облвиконкому
1. Махмудов Насир (194.1 — 1943)
2. Артиков Раббім Зіяйович (1943 — 1946)
3. Махмудов Арзі (1946 — 1950)
4. Усманов А. (1950 — 1952)
5. Якубов Нор (1952 — лютий 1954)
6. Артиков Раббім Зіяйович (1954 — 1958)
7. Махмудов Арзі (1958 — 1959)
8. Азімов Алім (1959 — 1961)
9. Юсупов Гафур Гіясович (1961 — грудень 1962)
10. Юсупов Гафур Гіясович (промисловий) (грудень 1962 — квітень 1964)
11. Асамов Салахітдін (сільський) (грудень 1962 — квітень 1964)
12. Ходжаєв Асаділла Ашрапович (квітень 1964 — грудень 1967)
13. Хамракулов Сіндар (1968 — 1983)
14. Юлдашев Абдувахаб Абдусаматович (1984 — 1989)
15. Кілічов Тошбурі Рахімович (1989 — 1992)

### Голови обласної ради народних депутатів
1. Абдурахманов Пулат Маджитович (березень 1990 — лютий 1992)

### 1-і секретарі обкому КП Узбекистану
1. Абдукарімов Мамаджан (лютий 1938 — червень 1938)
2. Нікулін Віктор Михайлович (червень 1938 — серпень 1939)
3. Шамуратов Абдулла Хусоїмович (вересень 1939 — жовтень 1940)
4. Ібрагімов (194.2 — 194.3)
5. Махмудов Насир (1943 — листопад 1948)
6. Алімов Аріф Алімович (листопад 1948 — квітень 1950)
7. Камбаров Турсун (квітень 1950 — лютий 1954)
8. Якубов Нор (лютий 1954 — березень 1957)
9. Алімов Аріф Алімович (березень 1957 — березень 1959)
10. Махмудов Арзі (березень 1959 — грудень 1962)
11. Ходжаєв Асаділла Ашрапович (промисловий) (грудень 1962 — квітень 1964)
12. Махмудов Арзі (сільський) (грудень 1962 — квітень 1964)
13. Усманов Саїдмахмуд Ногманович (квітень 1964 — 1973)
14. Кадиров Володимир Миколайович (1973 — 4 жовтня 1974)
15. Рахімов Бекташ Рахімович (27 листопада 1974 — 23 лютого 1982)
16. Ашуралієв Рашид Салахутдінович (23 лютого 1982 — 3 жовтня 1987)
17. Раджабов Назір Раджабович (3 жовтня 1987 — 21 жовтня 1988)
18. Ікрамов Анвар Саліхович (21 жовтня 1988 — 7 жовтня 1989)
19. Абдурахманов Пулат Маджитович (7 жовтня 1989 — 14 вересня 1991)

### Хокіми (губернатори)
1. Абдурахманов Пулат Маджитович (24 лютого 1992 — листопад 1995)
2. Мардієв Алішер Мардійович (листопад 1995 — 9 листопада 1998)
3. Рузиєв Еркін Махмудович (9 листопада 1998 — вересень 2001)
4. Мірзійоєв Шавкат Міромонович (11 вересня 2001 — 11 грудня 2003)
5. Халмурадов Рустам Ібрагімович (16 грудня 2003 — 9 липня 2004)
6. Нурмуратов Мамарізо Бердимуратович (10 липня 2004 — грудень 2006)
7. Бахрамов Азамхон Усмонович (грудень 2006 — 2008)
8. Барноєв Уктам Ісайович (15 квітня 2008 — 17 грудня 2010)
9. Мірзаєв Зоїр Тоїрович (17 грудня 2010 — 15 грудня 2016)
10. Окбутаєв Хіммат Кучкарович (23 грудня 2016 — 12 червня 2017)
11. Джураєв Туроб Ікрамович (13 червня 2017 — липень 2018)
12. Турдимов Еркінжон Окбутайович (12 липня 2018 — )